# Schotten
Schotten est une municipalité allemande située dans le land de la Hesse et l'arrondissement de Vogelsberg. Elle est située au sud de Alsfeld, à l'ouest de Fulda, au nord de Friedberg et à l'est de Gießen.

## Géographie

### Situation
La ville de Schotten, qui héberge une station thermale agréée, est située dans l'ensemble montagneux de Vogelsberg, à une altitude comprise entre 168 m et 773 m. Shotten se situe également à la périphérie du parc naturel du Haut Vogelsberg, dominé par ses deux sommets, Hoherodskopf (764 m) et Taufstein (773 m). Importante destination touristique, Schotten propose la pratique des sports d'hiver, la randonnée en forêt ou les sports aquatiques sur la rivière Nidda, un affluent du Main.

### Communes limitrophes
Schotten touche au nord la ville d'Ulrichstein, au nord-ouest la ville de Herbstein, à l'est la ville de Grebenhain, au sud la ville de Gedern et la communauté de Hirzenhain (toutes deux dans l'arrondissement de Wetterau), à l'ouest la ville de Nidda (arrondissement de Wetterau) et la ville de Laubach (arrondissement de Giessen).

### Lieux-dits et écarts
La municipalité de Schotten comprend, en plus de la ville de Schotten proprement dite, les communautés suivantes : Betzenrod, Breungeshain, Burkhards, Busenborn, Eichelsachsen, Einartshausen, Eschenrod, Götzen, Kaulstoss, Michelbach, Rainrod, Rudingshain, Sichenhausen, Wingershausen.

## Histoire

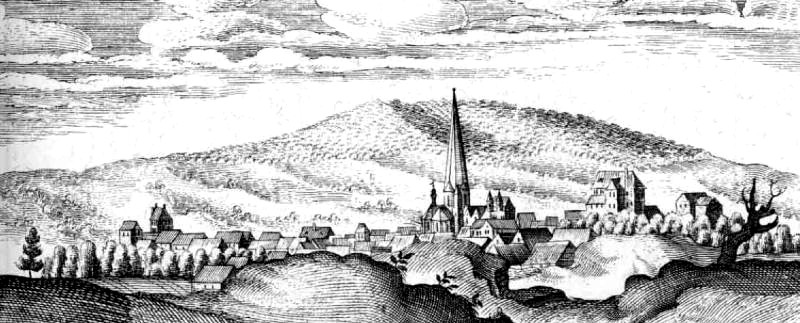
Schotten en 1655 (extrait du Topographia Hassia par Matthaüs Merian).

Des découvertes archéologiques faites dans la région de Schotten permettent de remonter son histoire à la période néolithique. La présence de plusieurs tumulus, ainsi que les vestiges de murs d'enceinte d'« Alteburg » et de « Wildhauskopf » (aux dates de construction incertaines), attestent de l'occupation de la région aux temps préhistoriques.
Des ustensiles domestiques datant de la période de Hallstatt et actuellement exposés au musée Vogelsberger de Schotten ont été découverts lors de fouilles entreprises en 1960 dans le périmètre de l'actuelle piscine en plein air.
Schotten est mentionnée pour la première fois en 778. La fondation de la ville a lieu à l'époque médiévale, au début du VIIIe siècle.

## Politique

### Conseil municipal
Les élections municipales du 26 mars 2006 ont donné la répartition suivante :
| Liste                        | Liste                                  | 2006  | 2006   | 2001  | 2001   |
| Liste                        | Liste                                  | %     | Sièges | %     | Sièges |
| ---------------------------- | -------------------------------------- | ----- | ------ | ----- | ------ |
| CDU                          | Union chrétienne-démocrate d'Allemagne | 36,3  | 13     | 32,0  | 12     |
| CDU                          | parti social-démocrate d'Allemagne     | 47,5  | 18     | 50,0  | 18     |
| CDU                          | Parti libéral-démocrate                | 9,4   | 3      | 10,9  | 4      |
| Non inscrits                 | Non inscrits                           | 6,9   | 3      | 7,1   | 3      |
| Total                        | Total                                  | 100,0 | 37     | 100,0 | 37     |
| Taux de participation (en %) | Taux de participation (en %)           | 47,9  | 47,9   | 54,1  | 54,1   |

### Jumelages
La municipalité a signé des accords de jumelage avec : 
- Arco (Italie) depuis 1960, située à 520 kilomètres.
- Belœil (Belgique) depuis 1963, située à 380 kilomètres.
- Crosne (France) depuis 1963, située à 520 kilomètres.
- Rýmařov (Tchéquie) depuis 1996, située à 580 kilomètres.
- Maybole (Royaume-Uni) depuis 2000, située à 1 070 kilomètres.

Elle entretient des liens d'amitié avec les villes de Bogen (Allemagne), Elmshorn (Allemagne) et Ozimek (Pologne).

## Économie

### Transports
Schotten est traversée par les « bundesstraßen » (routes fédérales) B 455 et B 276. Les autoroutes les plus proches sont la A 5 et la A 45.

## Personnalités
- Eduard Kreyßig (30 août 1830 — 1er mars 1897 à Mayence), architecte de la ville de Mayence, est né à Schotten
- Julius Lehr (18 octobre 1845, 10 octobre 1894 à Munich), chercheur en sylviculture et économiste, est né à Schotten
- Wilhelm Gontrum (24 mars 1910, 13 octobre 1969), homme politique allemand (CDU) et député, est né à Schotten
- Dieter Magnus (1937-), metteur en scène allemand, est né à Schotten.